# Macchi M.8
Macchi M.8 var en italiensk flygbåt.
Under hösten 1919 kommer fyra italienska marinflygare ledda av greve di Robilant och löjtnant Umberto Maddalena på besök till Sverige under deras rundflygning i norra Europa. Som en gest och förhoppningsvis även att det skall leda till en beställning av italienska flygplan och flygbåtar överlämnar de en Macchi M.8 och en Savoia S.13 som gåva till Marinens flygväsende. Flygplanen lämnades över av Italiens marinattaché kapten Gravina till den svenska representanten för Marinens flygväsende kapten TWM Lübeck vid en ceremoni 9 november 1919.
Macchi M.8 användes i Italien som en jaktflygbåt. Flygplanet gavs den marina beteckningen Nr 41 och placerades i Karlskrona. Flygbåten kasserades hösten 1921 efter att den drabbats av flera motorhaverier.